# Уэст, Шейн
Шейн Уэст (англ. Shane West, при рождении Шеннон Брюс Снайт (англ. Shannon Bruce Snaith), род. 10 июня 1978) — американский актёр, музыкант и композитор, наиболее известный благодаря своим ролям в телесериалах «Опять и снова», «Скорая помощь» и «Никита». Также Уэст известен благодаря главной роли в кинофильме 2002 года «Спеши любить».

## Биография
Уэст родился в семье музыкантов в городе Батон-Руж (штат Луизиана). Его мать, Лиа Кэтрин (урождённая Лауни), адвокат, а отец, Дон Снайт, владелец аптеки. Его мать имеет французское происхождение, а его отец родом из Ямайки, имеет британское и португальское происхождение. Он является старшим из трёх детей. Его родители развелись в 1982 году, когда Шейну было четыре года.
В возрасте десяти лет Уэст с сестрой и матерью переехали в Комптон, штат Калифорния для поиска лучшей работы. Позднее они переехали в Норволк, штат Калифорния.

## Карьера
В старших классах школы он решил, что станет актёром, и уже в 17 лет получил первую гостевую роль в сериале CBS «Частоколы». Благодаря участию в комедийных сериалах «Парень познаёт мир» и «Meego», Уэст получил роль в телефильме «Игра-сражение» (1997), на съемках которого работал с актрисой и режиссёром Дайэн Лэдд. Кроме того, он продолжал исполнять гостевые роли в телесериалах, таких как «Баффи — истребительница вампиров» и «Скользящие».
В 1999 году Уэст получил регулярную роль в сериале ABC «Опять и снова» в роли трудного подростка. В перерывах между съемками серий ему удалось сыграть в драме Барри Левинсона «Высоты свободы» (1999) с Эдриеном Броуди в главной роли, а также получить первые роли в подростковых комедиях «Любой ценой» (2000) и «Вирус любви» (2000), а также предмет влечения персонажа Мэнди Мур в картине «Спеши любить» (2002). Следом он получил роль повзрослевшего Тома Сойера в летнем боевике «Лига выдающихся джентльменов» (2003), главную роль в котором исполнил Шон Коннери. Уэст с тех пор совмещал актёрскую профессию с музыкой. Он играет на гитаре и поет в своей группе «Jonny Was». Одна из песен этой группы вошла в саундтрек картины «Спеши любить». Также, Шейн является фронтменом возрождённой панк-группы The Germs, после того как снялся в документальном фильме о группе (сыграв там их вокалиста группы — Дарби Крэша) и увлёкся работой с музыкантами.
В 2004 году Уэст присоединился к сериалу NBC «Скорая помощь» в роли доктора Рэя Барнетта, где снимался на регулярной основе с одиннадцатого по тринадцатый сезон, а также был гостем в финальном, пятнадцатом сезоне в 2008—2009 годах. Осенью 2010 года он начал играть основную мужскую роль в сериале The CW «Никита». Шоу было закрыто после четырёх сезонов в конце 2013 года. Следом Уэст получил основную роль в сериале WGN America «Салем».
В 2015 году он воссоединился с некоторыми из своих старых коллег по группе Jonny Was, чтобы сформировать новую группу под названием the Twilight Creeps. В октябре 2016 года они выпустили свой дебютный альбом. В январе 2019 года они объявили, что выпускают свой второй альбом 1 февраля. В декабре 2020 года the Twilight Creeps выпустили свою первую рождественскую песню под названием «Poison in the Mistletoe».

## Личная жизнь
В разное время имел отношения с такими актрисами и моделями, как Рэйчел Ли Кук, Моника Кина, Дина Мейер, Дженна Дуан, Шерри Роуз, Эван Рейчел Вуд, Мэгги Кью, Джессика Ли Буханан.

## Фильмография

### Фильмы
| Год  | Название на русском          | Название на английском                | Роль               | Примечания                                                                              |
| ---- | ---------------------------- | ------------------------------------- | ------------------ | --------------------------------------------------------------------------------------- |
| 1999 | Высоты свободы               | Liberty Heights                       | Тед                |                                                                                         |
| 2000 | Любой ценой                  | Whatever It Takes                     | Райан Вудман       |                                                                                         |
| 2000 | Дракула 2000                 | Dracula 2000                          | Джей Ти            |                                                                                         |
| 2001 | Вирус любви                  | Get Over It                           | Страйкер           |                                                                                         |
| 2001 | 11 Друзей Оушена             | Ocean’s Eleven                        | Играет самого себя |                                                                                         |
| 2002 | Спеши любить                 | A Walk to Remember                    | Лэндон Картер      | Teen Choice Award за лучший экранный дуэт Премия «Молодой Голливуд» лучшему новому лицу |
| 2002 | Время танцевать              | A Time for Dancing                    | Пол                |                                                                                         |
| 2003 | Лига выдающихся джентльменов | The League of Extraordinary Gentlemen | Том Сойер          |                                                                                         |
| 2006 | Старший сын                  | The Elder Son                         | Бо                 |                                                                                         |
| 2007 | То что мы делаем — тайна     | What We Do Is Secret                  | Дарби Крэш         | Специальная премия кинофестиваля Филадельфии                                            |
| 2009 | Жилец                        | The Lodger                            | Стрит              |                                                                                         |
| 2009 | Святилище Красных Песков     | Red Sands                             | Джефф Келлер       |                                                                                         |
| 2009 | Подарок                      | Echelon Conspiracy                    | Макс Петерсон      |                                                                                         |
| 2010 | Присутствие                  | The Presence                          | Призрак            |                                                                                         |
| 2010 | Любовная афера               | The Love Affair                       | Картер Трой        | Короткометражный фильм                                                                  |
| 2011 | Голливудские правила         | Hollywood Rules                       | Дональд П. Майерс  |                                                                                         |
| 2014 | Красное небо                 | Red Sky                               |                    |                                                                                         |
| 2016 | Тут одна                     | Here Alone                            |                    |                                                                                         |
| 2017 | Пробуждение Зодиака          | «Mick»                                |                    |                                                                                         |
| 2022 | Клаустрофобы. Долина дьявола | Райан                                 |                    |                                                                                         |

### Телевидение
| Год                  | Название на русском              | Название на английском   | Роль                 | Примечания |  |
| -------------------- | -------------------------------- | ------------------------ | -------------------- | --- |  |
| 1995                 | Застава фехтовальщиков           | Picket Fences            | Дэйв Латтимор        | Эпизод: «Heart of Saturday Night» |  |
| 1995                 | Калифорнийские мечты             | California Dreams        | Даг                  | Эпизод: «Community Service» |  |
| 1996                 | Группа                           | The Crew                 | Менеджер магазина    | Эпизод: «Retail Slut» |  |
| 1996                 | Парень познаёт мир               | Boy Meets World          | Ник                  | Эпизод: «A Kiss Is More Than a Kiss» |  |
| 1997                 | Мистер Родс                      | Mr. Rhodes               | Мик                  | Эпизод: «The Valentine Show» |  |
| 1997                 | Игра-сражение                    | The Westing Game         | Крис                 | Телефильм |  |
| 1998                 | Ближе                            | The Closer               | Тед                  | Эпизод: «Morality Bites» |  |
| 1998                 | Баффи — истребительница вампиров | Buffy the Vampire Slayer | Шон                  | Эпизод: «Go Fish» |  |
| 1998                 | Скользящие                       | Sliders                  | Кирк                 | Эпизод: «California Reich» |  |
| 1998                 |                                  | To Have & to Hold        | Митч Мэлони          | Эпизод: «Tangled Up in You» |  |
| 1999—2002            | Опять и снова                    | Once and Again           | Илай Сэммлер         | Регулярная роль, 54 эпизода Номинация — Teen Choice Award за лучшую мужскую роль в драматическом сериале (2002)                                                                            |  |
| 2004—2007, 2008—2009 | Скорая помощь                    | ER                       | Доктор Рэй Барнетт   | Регулярная роль, 70 эпизодов |  |
| 2007                 |                                  | Supreme Courtships       |                      | Пилот |  |
| 2010                 | Эльдорадо                        | El Dorado                | Джек Уайлдер         | Мини-сериал |  |
| 2010—2013            | Никита                           | Nikita                   | Майкл                | Регулярная роль, 73 эпизода Teen Choice Award за лучшую мужскую роль в драматическом сериале (2011) Номинация — Teen Choice Award за лучшую мужскую роль в драматическом сериале (2012-13) |  |
| 2014—2016            | Салем                            | Salem                    | Джон Олден           | Регулярная роль |  |
| 2019                 | Готэм                            | Gotham                   | Бэйн/Эдуардо Дорранс | Эпизод «I am Bane» |  |